# Marko Dmitrović
Marko Dmitrović, född 24 januari 1992, är en serbisk fotbollsmålvakt som spelar för Sevilla. Han representerar även det serbiska landslaget. 

## Klubbkarriär
Den 23 juni 2017 värvades Dmitrović av SD Eibar, där han skrev på ett fyraårskontrakt. Den 21 januari 2021 gjorde Dmitrović mål på straff i en 2–1-förlust mot Atlético Madrid.

## Landslagskarriär
Dmitrović debuterade för Serbiens landslag den 14 november 2017 i en 1–1-match mot Sydkorea, där han blev inbytt i halvlek mot Vladimir Stojković. I juni 2018 blev Dmitrović uttagen i Serbiens trupp till fotbolls-VM 2018. I november 2022 blev han uttagen i Serbiens trupp till VM 2022.